# 信阳故城址
信阳故城址，位于山东省滨州市无棣县信阳乡谢家村，是中华人民共和国山东省文物保护单位之一。
1992年6月12日，授予山东省文物保护单位，是一座古遗址。